# Staffanstorp (plaats)
Staffanstorp is de hoofdplaats van de gemeente Staffanstorp in het Zweedse landschap Skåne en de provincie Skåne län. De plaats heeft een inwoneraantal van 13783 (2005) en een oppervlakte van 640 hectare. Staffanstorp ligt dicht bij de steden Malmö en Lund, beide steden liggen ongeveer tien kilometer van het dorp. In Staffanstorp ligt de kerk Brågarps kyrka, de oudste delen van deze kerk stammen uit de 12de eeuw. In het jaar 1885 werd er een suikerfabriek in de plaats geopend. De plaats wordt omringd door akkers.

## Verkeer en vervoer
Langs de plaats lopen de Riksväg 11 en Länsväg 108.
De plaats ligt aan de spoorlijn Malmö - Tomelilla.